# ГЕС Нам-Нгум 4
ГЕС Нам-Нгум 4 — гідроелектростанція, що споруджується у північно-західній частині Лаосу. Знаходячись перед ГЕС Нам-Нгум 3, становитиме верхній ступінь каскаду на річці Нам-Нгум, лівій притоці Меконгу (впадає до Південнокитайського моря на узбережжі В'єтнаму).
У межах проєкту річку перекриють бетонною гравітаційною греблею висотою 74 метри та довжиною 252 метри, яка утримуватиме водосховище з об'ємом 110 млн м3. Зі сховища ресурс подаватимуть через дериваційний тунель довжиною 17 км та діаметром 8 метрів.
Основне обладнання станції становитимуть три турбіни типу Френсіс потужністю по 80 МВт, які повинні виробляти 872 млн кВт·год електроенергії на рік.
Для видачі продукції спорудять 50 км ЛЕП, розрахованої на роботу під напругою 230.
Церемонія початку робіт за проєктом відбулась у січні 2018 року.